# Campeonato Sueco de Futebol de 2025
O Campeonato Sueco de Futebol de 2025 – conhecido na Suécia como  Allsvenskan 2025 – é a temporada de 2025 do escalão principal das competições de futebol masculino no país.                   

Decorre no período de março a novembro.

## Participantes
A competição é disputada por 16 clubes, contando com os 2 novos participantes, promovidos da Superettan: o Degerfors IF e o Östers IF.

| Clube          | Cidade     | Estádio              | Capacidade |
| -------------- | ---------- | -------------------- | ---------- |
| AIK            | Solna      | Friends Arena        | 50 000     |
| BK Häcken      | Gotemburgo | Rambergsvallen       | 6 000      |
| Degerfors IF   | Degerfors  | Stora Valla          | 12 500     |
| Djurgårdens IF | Estocolmo  | Tele 2 Arena         | 30 000     |
| GAIS           | Göteborg   | Estádio Gamla Ullevi | 18 000     |
| Halmstads BK   | Halmstad   | Örjans vall          | 15 500     |
| Hammarby IF    | Estocolmo  | Tele2 Arena          | 30 000     |
| Brommapojkarna | Estocolmo  | Grimsta IP           | 5 000      |
| IF Elfsborg    | Borås      | Arena de Borås       | 16 899     |
| IFK Göteborg   | Gotemburgo | Gamla Ullevi         | 18 416     |
| IFK Norrköping | Norrköping | Nya Parken           | 17 234     |
| IFK Värnamo    | Värnamo    | Finnvedsvallen       | 5 070      |
| Sirius         | Uppsala    | Studenternas IP      | 6 300      |
| Malmö FF       | Malmö      | Estádio Swedbank     | 24 000     |
| Mjällby AIF    | Mjällby    | Strandvallen         | 7 500      |
| Östers IF      | Växjö      | Visma Arena          | 12 000     |